# IEEE约翰·冯·诺伊曼奖章
IEEE約翰·馮·諾伊曼獎章（英語：IEEE John von Neumann Medal）由IEEE成立於於1990年，目的是表扬在計算機科學和技術上具有傑出成就的科學家。該獎項以對計算機科學具有重大貢獻的現代計算機創始人之一約翰·馮·諾伊曼命名。

## 得獎者
得獎者清單列表如下:
| - 1992年: 戈登·貝爾 - 1993年: 佛瑞德·布魯克斯 - 1994年: 約翰·科克 - 1995年: 高德納 - 1996年: 卡弗·米德 - 1997年: 莫里斯·威尔克斯 - 1998年: 伊凡·蘇澤蘭 - 1999年: 道格拉斯·恩格爾巴特 - 2000年: 約翰·軒尼詩與大衛·帕特森 - 2001年: 巴特勒·蘭普森 - 2002年: 奧利-約翰·達爾與克利斯登·奈加特 - 2003年: 阿爾佛雷德·艾侯 - 2004年: 芭芭拉·利斯科夫 - 2005年: 迈克尔·斯通布雷克 - 2006年: 艾德文·卡特姆 | - 2007年: 查爾斯·薩克爾 - 2008年: 萊斯利·蘭波特 - 2009年: 蘇珊·L·格雷厄姆 - 2010年: 約翰·霍普克洛夫特与傑佛瑞·烏爾曼 - 2011年: 東尼·霍爾 - 2012年: 愛德華·J·麥克盧斯基 - 2013年: 傑克·丹尼斯 - 2014年: 克里夫·莫勒爾 - 2015年: 詹姆斯·高斯林 - 2016年: 赫里斯托斯·帕帕季米特里乌 - 2017年：弗拉基米尔·瓦普尼克 - 2018年：派屈克·庫索 - 2019年：愛娃·塔多斯 - 2020年：麥可·喬丹 |

## 外部連結
- IEEE 約翰·馮·紐曼獎章获得者, IEEE.org（页面存档备份，存于）
- IEEE John von Neumann Medal（页面存档备份，存于）